# Église Notre-Dame de Coimères
Pour les articles homonymes, voir Église Notre-Dame.
L'église Notre-Dame de Coimères est une église catholique située à Coimères, en France.

## Localisation
L'église, entourée de son cimetière ancien, est située dans le département français de la Gironde, sur la commune de Coimères, dans le quartier nord du bourg, à proximité de la mairie.

## Historique
Construit au XIIe siècle et grandement restructuré au XIXe siècle, l'édifice a été classé au titre des monuments historiques par arrêté du 19 décembre 1907 pour son portail qui est agrémenté de trois voussures lisses reposant sur de fines colonnettes.

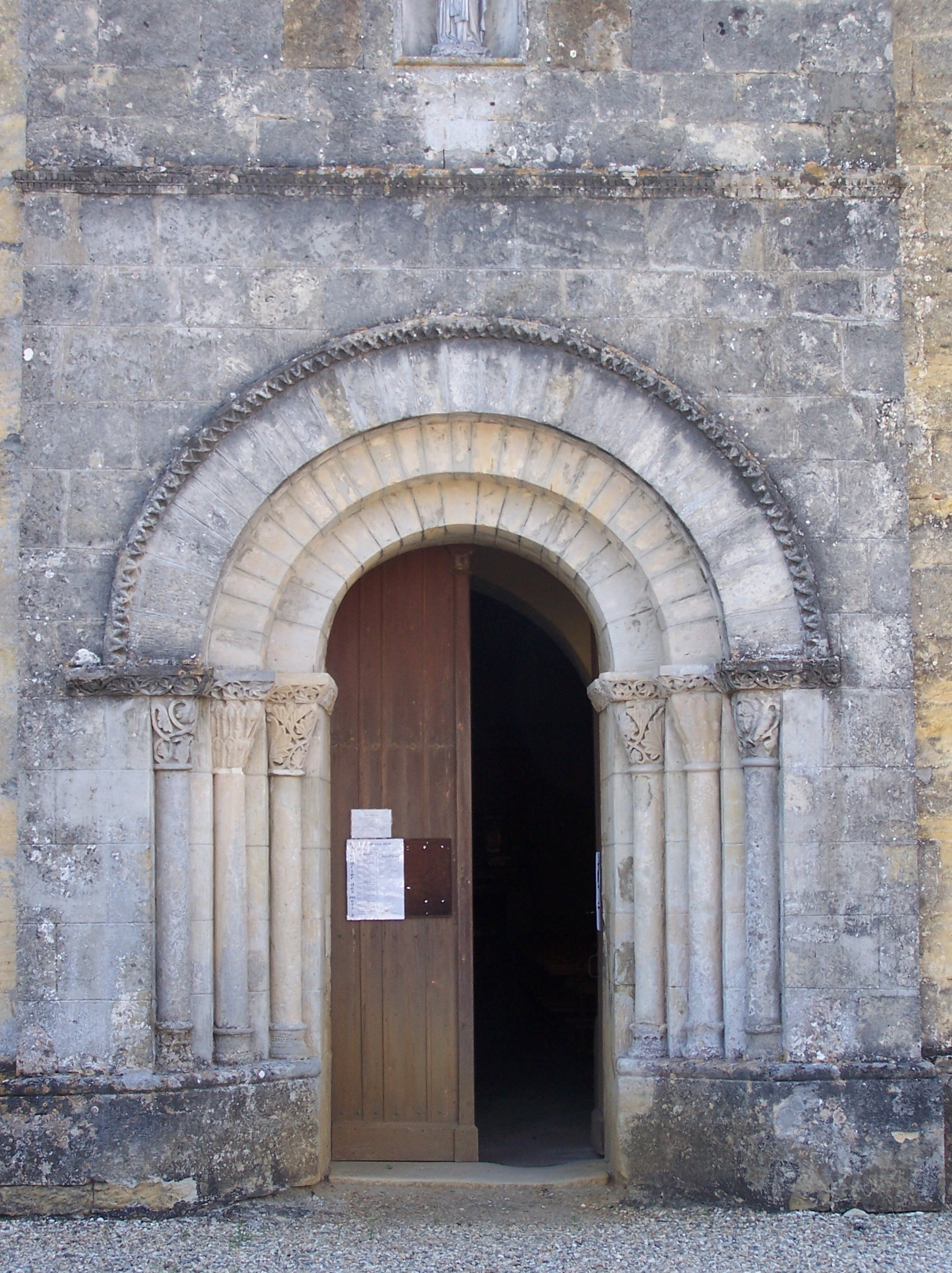
Le portail, objet de l'inscription (août 2010)